# Tensha striatella
Tensha striatella är en fjärilsart som beskrevs av Matsumura 1925. Tensha striatella ingår i släktet Tensha och familjen tandspinnare. Inga underarter finns listade i Catalogue of Life.